# ATP San Paolo 1987
L'ATP San Paolo 1987 è stato un torneo di tennis giocato sul cemento. È stata la 4ª edizione del torneo, che fa parte del Nabisco Grand Prix 1987. Si è giocato a San Paolo in Brasile dal 31 ottobre al 6 novembre 1987.

## Campioni

### Singolare maschile
Jaime Yzaga ha battuto in finale  Luiz Mattar con il punteggio di 6–2 4–6 6–2

### Doppio maschile
Gilad Bloom /  Javier Sánchez hanno battuto in finale  Tomás Carbonell /  Sergio Casal con il punteggio di 6–3, 6–7, 6–4